# 202-CoV
202-CoV — кандидат на вакцину проти COVID-19, розроблений компанією «Shanghai Zerun Biotechnology Co., Ltd.» у співпраці з «Walvax Biotech». Вона є одним із кількох кандидатів на вакцину, розроблених за участі компанії «Walvax Biotech».

## Розробка
У травні 2020 року Фонд Білла і Мелінди Гейтс виділив компанії «Shanghai Zerun Biotechnology» грант у розмірі 1 мільйона доларів США на розробку вакцини для «підтримки досліджень і розробок у відповідь на COVID-19».
У липні 2021 року Коаліція з питань інновацій для готовності до епідемій оголосила, що співпрацює з «Shanghai Zerun Biotechnology» та її материнською компанією «Walvax Biotech» для розробки вакцин-кандидатів проти COVID-19, як проти оригінального штаму SARS-CoV-2, так і проти його новіших варіантів. Станом на жовтень 2022 року Коаліція з питань інновацій для готовності до епідемій виділила до 25,1 мільйона доларів США на розробку вакцини «202-CoV», але припинила подальше фінансування. Кандидат на вакцину на основі химерного білка залишається на I етапі клінічних досліджень.